# Viaduc de Grognet
Le viaduc de Grognet a été construit par Louis Harel de la Noë pour les chemins de fer des Côtes-du-Nord. Ce viaduc est situé sur la commune de Plérin. Utilisé par la ligne Saint-Brieuc - Plouha, il était situé entre les viaducs de la Horvaie et de Colvé.

## Caractéristiques

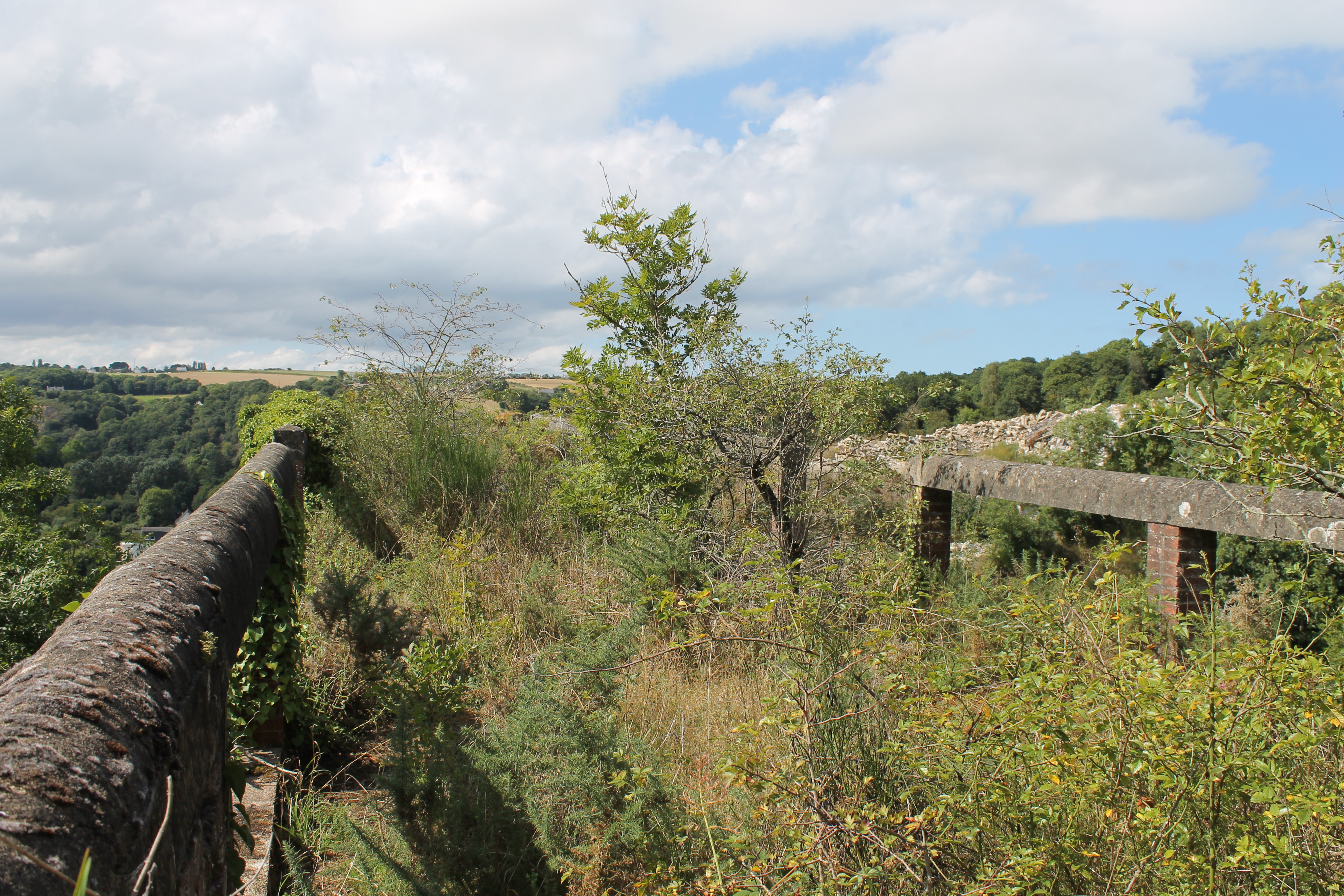
Viaduc de Grognet.

Ses caractéristiques principales sont : 
- Longueur totale : 94 m[1]
- Hauteur : 21 m

Ce viaduc servit de support aux tests de charge pour vérifier la solidité des ouvrages d'art du premier réseau. Son nom sert de référence pour désigner les ponts et viaducs de ce type.
Une partie du viaduc a été détruite pour l'exploitation d'une carrière.